# 張履實
張履實（？年—？年），直隷河間府任邱縣人，由嘉慶十三年戊辰恩科舉人，大挑一等以知縣用，道光七年四月署四川順慶府岳池縣知縣。是一位政治人物，明清時曾在四川順慶府岳池縣（位於今四川東北部，武周萬歲通天二年分南充、相如二縣置，是一個千年古縣）擔任官吏。